# 反芸術
反芸術（はんげいじゅつ、Anti-art）は芸術作品に対する定義で、伝統的な展覧会の文脈の中で展示されながら、真剣な芸術をあざ笑うかのような内容を持つ作品、また芸術というものの本質を問い直し変質させてしまうような作品のこと。さらに既存の芸術という枠組みを逸脱するような芸術思想や芸術運動のこと。
ダダイスムによるオブジェや自動筆記による文学、ナンセンス詩など、挑発的な芸術形態が「反芸術」と呼ばれたが、芸術の枠がある限り、反芸術はいつでもどこでも出現する可能性がある。また20世紀美術の歴史は、反芸術が芸術の範囲を押し広げた結果ともいえる。反芸術の表現者は、公共の認知を求めず、作品の展示を拒否したり、ときには自身の作品を破壊する場合さえあった。
また世界的にも「反芸術」的な前衛芸術が再興した。アメリカではネオダダが興り、日本でも九州派などがゴミに排泄物をかけたものを前衛芸術展に展示したり（他にも女性器の接写や裸体パフォーマンスなど）、街角でストリーキングなどを行う過激なパフォーマンスアーティスト集団も登場した（日本ではダダカンやゼロ次元、ハイレッド・センター、ビタミン・アート。アメリカではザ・リビングシアター、ヨーロッパではウィーン・アクショニストなど）。草間彌生もウォール街にて全裸集団を組織して路上パフォーマンスを行なった（ナチュラリスト指向のヌーディスト運動の歴史は19世紀末に遡る）。

## ダダイスム
反芸術は、第一次世界大戦中からはじまったダダイスムにその端を発する。反芸術的な作品の、初期にしてもっとも有名な例は、ダダイストのマルセル・デュシャンが1917年にニューヨークの無審査公募展・「アンデパンダン展」にリチャード・マット名義で出展した『泉』である。この作品はただの既製品の便器を寝かせたもので当時の観念から見ればどう見ても芸術品とも作品とも呼べるものではなかった。無審査展のため仕方なく受け付けられたものの「会場に展示されることなく紛失」した。この処置に抗議したデュシャンはアンデパンダン展委員を辞任し、新聞にリチャード・マットの作品を弁護しその意義を訴える文章を発表し大論争を起こした。この事件の例のように、ダダイスムの活動は美術や文学など既存の芸術をはみ出すもので、結果、芸術の概念を非常に大きく広げることとなった。

## メール・アート
郵便物を使った芸術の表現であるメール・アートも反芸術の一種とみなしうる。公式な美術の発表の場（展覧会など）から離れた場で発表され、しかも政府の郵便制度を利用したさまざまな実験は、芸術と社会との摩擦を巻き起こした。
フルクサスやコンセプチュアルアートの作家がよく用いた手法。日本では松澤宥や河原温や嶋本昭三が用いた。

## 日本における反芸術
日本において「反芸術」という単語は、安保闘争などで社会が揺れていた1960年前後の現代美術界の熱気を抜きには語れない。1954年から関西で活動していた具体美術協会は、その型破りなパフォーマンスなど、既存の芸術を超えて表現する反芸術の色彩が強かった。反芸術が爆発的に広がるのは戦後まもなくから1963年まで東京都美術館で行われていた無審査公募展「読売アンデパンダン展」で、1950年代末以降、廃物などを利用した作品が数多く出展されるようになり、1960年に評論家・東野芳明がこの展覧会に出展していた工藤哲巳の作品を評して「反芸術」の語を使用し日本の若手美術家に反芸術ブームを起こした。
同じく1960年、読売アンデパンダン展に出展していた荒川修作・吉村益信・篠原有司男・風倉匠・赤瀬川原平ら若い作家たちがネオ・ダダイズム・オルガナイザーズという組織を結成、その短い活動時期にアナーキーな作品や構想を数多く残した。メンバーのアナキズム、赤瀬川原平は1963年に高松次郎・中西夏之と「ハイレッド・センター」を結成し反芸術的なパフォーマンスを開催している。また秋山祐徳太子の東京都知事選挙出馬に至るパフォーマンスなど、反芸術は1950年代から1960年代にかけてマスコミにも多くの話題を提供した。
21世紀には、税金による街おこしアート粉砕を訴える外山恒一らファシストの活動が行われている。